# Brudelys
Brudelys (Butomus umbellatus) er en op til 120 cm høj urt, der vokser langs bredden af søer og vandløb på næringsrig lerbund.

## Beskrivelse
Brudelys er en flerårig urt med en opret, lidt sivagtig vækst. Bladene er trekantede ved grunden, men smalle og linieformede foroven. Bladranden er hel, og begge sider af bladet er friskt grøn.
Blomsterne sidder i skærme på særskilte stængler, der er noget længere end bladene. Blomstringen sker i juli-august. De enkelte blomster er lyserøde. Frugterne er bælgkapsler med 3 frø i hvert. Frøene modner godt og spirer villigt.
Rodnettet består af en vandret krybende rodstok, hvorfra der udgår dels rødder og dels blade og blomsterstængler. Når planten står i rindende vand, kan den udvikle meget lange undervandsblade.
Højde x bredde og årlig tilvækst: 1 x ? m (100 x 10 cm/år). Disse mål kan fx bruges til beregning af planteafstande, når arten anvendes som kulturplante.

## Voksested
Brudelys er hjemmehørende i Danmark, hvor den gror i rørsumpen ved søer, grøfter og vandløb. Den foretrækker en mineralrig bund, hvor man kan finde den sammen med bl.a. Tagrør, Bredbladet Dunhammer, Grenet Pindsvineknop, Gul Iris, Høj Sødgræs og Langbladet Ranunkel.